# Harry Søiberg
Harry Søiberg (født 13. juni 1880 Ringkøbing – død 2. januar 1954, København) var en dansk forfatter.

## Personlig historie
Søibergs far var buntmager, men ud af en familie af fiskere og søfolk.

## Forfatterskab
Søiberg var ganske produktiv forfatter af romaner og noveller, hvis debutudgivelse fik en flot kritikermodtagelse. Henrik Pontoppidan skrev i december 1915 til George Brandes om Søiberg Han synes mig en mærkelig digterisk Begavelse, et Naturgeni, der modnes langsomt, endnu er temmelig uudviklet, men sikkert engang vil frembringe det udmærkede, dersom han ikke går til Grunde i Fattigdom. Hans sidste Bog er ikke videre betydelig; men i den forrige var der mesterlige Skildringer.. Han modtog i 1921 Drachmannlegatet.

### Udgivelser
- Syg Slaegt, 1904
- Ode Egne, noveller, 1906
- Folket ved Havet, roman, 1908
- Af jordens Salegt, noveller, 1910
- Af Nyskovens Saga, roman, 1912
- Hjemlig Jord, roman, 1914
- De levende Land, roman, 1916-1920
- Under Kampen, roman, 1922
- Søkongen, roman, 1926-1930
- En Kvindes Kamp, roman, 1938-1940